# Andrea Nahles
Andrea Nahles (Mendig, 1970. június 20. –) 2002-től a német munkaügyi hivatal (Bundesagentur für Arbeit) elnöke. Szociáldemokrata politikus, miniszter, Németország Szociáldemokrata Pártjának (SPD) elnöke volt.

## Életpályája
1998-tól 2002-ig és 2005-től újra a Bundestag  képviselője, 2009 és 2013 között pedig az SPD főtitkára volt.
2017. szeptember 27-én az SPD frakcióvezetője lett a Bundestagban, majd 2018. április 22-én az SPD elnökévé választották.
Miután pártja rendkívül gyenge eredményt ért el a 2019-es európai parlamenti választáson, 2019. június 2-án bejelentette, hogy pártelnöki tisztségéről és parlamenti frakcióvezetői tisztségéről egyaránt lemond.